# Semion Lavotchkine
Semion Alekseïevitch Lavotchkine (en russe : Семён Алексеевич Лавочкин) est un ingénieur aéronautique soviétique, né le 11 septembre 1900 à Smolensk (Empire russe) et mort le 9 juin 1960 à Sary Chagan, en RSS kazakhe (Union soviétique). Il travailla à la conception et à la construction d'avions à l'OKB Lavotchkine.

## Biographie
Après ses études d'ingénieur à l'université de Moscou, il travailla à partir de 1927 dans l'industrie aéronautique de l'Union soviétique puis à l'institut d'aérohydrodynamique TsAGI à partir de 1929. En 1938, il fut nommé chef de bureau d'études. En 1940, il développa le chasseur LaGG-1 (Lavotchkine-Gorbounov-Goudkov), puis une version améliorée munie de réservoirs auxiliaires désignée LaGG-3. Une version plus puissante équipée d'un moteur refroidi par air fut construite en grande série sous la désignation La-5 à partir de 1942. Elle fut sans cesse améliorée (versions La-7, La-9).
Dès 1945, Lavotchkine construisit des avions à réaction à ailes en flèche. Un prototype qui fit son premier vol en 1947 donna naissance au chasseur La-15.
Lavotchkine était membre de l'Académie des sciences d'URSS.

## Distinctions
Principaux titres et décorations selon l'ordre de préséance :
- Deux fois Héros du travail socialiste

le 21.06.1943 (médaille no 54)
le 20.04.0956 (médaille no 33
- Trois fois l'ordre de Lénine (1941, 1943, 1950)
- Ordre du Drapeau rouge (1945)
- Ordre de Souvorov de 1re classe (1945) et de 2e classe (1944)
- Quatre prix Staline (1941, 1943, 1946, 1948)